# 海岛藤
海岛藤（学名：Gymnanthera nitida）为萝藦科海岛藤属下的一个种。